# 康斯坦丁·米哈伊洛维奇·扎哈罗夫
康斯坦丁·米哈伊洛维奇·扎哈罗夫（俄语：Константин Михайлович Захаров；1985年5月2日—）是白俄罗斯前冰球右翼边锋。他效力于大陆冰球联赛的明斯克发电机冰球俱乐部。在国际比赛中，他代表白俄罗斯国家队参加了多场比赛。
2009-10赛季，扎哈罗夫为大陆冰球联盟球队明斯克发电机冰球俱乐部打了四场比赛，之后回到尤诺斯特明斯克。
扎哈罗夫入选白俄罗斯国家男子冰球队参加2010年冬奥会，他一共参加了四场比赛并攻入一球，但在点球大战中输给瑞士，白俄罗斯队因此被淘汰出局。
截至2013年，这是扎哈罗夫唯一一次代表白俄罗斯参加成年组比赛，他此前多次代表20岁以下和18岁以下球队出场。他参加了四届世界青少年冰球锦标赛，第一次参加是在2001年世界青年冰球锦标赛，当时他只有15岁。2003年，他是18岁以下锦标赛的得分王，得分超过了未来之星亚历山大·奥韦奇金和叶夫根尼·马尔金。